# Lubina Hajduk-Veljkovićowa
Lubina Hajduk-Veljkovićowa z domu Šěnec (ur. 1976 w Budziszynie) – łużycka tłumaczka i pisarka, tworząca w języku górnołużyckim.

## Życiorys
Po ukończeniu Gimnazjum Łużyckiego w Budziszynie, na Uniwersytecie w Lipsku studiowała sorabistykę i historię. Pisze (wyłącznie po łużycku) książki dla dzieci, wiersze, sztuki teatralne, powieści oraz opowiadania. Jest autorką powieści kryminalnej, pt. Pawčina złósće (2006), gatunku bardzo rzadko podejmowanego przez pisarzy łużyckich.
Na język górnołużycki tłumaczyła utwory takich autorów, jak Federico Garcia Lorca, Charles Dickens, Thornton Wilder, Carlo Goldoni, Miro Gavran, Bernard Slade oraz Curt Flatow.
Jest zamężna (mąż, Dušan Hajduk-Veljković, jest Serbem), ma syna.